# Ahí Viene la Sonora Matancera
Ahí Viene la Sonora Matancera es el décimo segundo disco completo de la agrupación cubana que interpretan ritmos latinoamericanos, en esta placa interviene el cantante Celio González, grabado en 1958. Es el vigésimo primer long play comercial de la Sonora Matancera. 

## Canciones
1. Total
2. Nadie Quiere ser Culpable
3. Carta para Ti
4. Quimera Fugaz
5. Oye Mima
6. Al Mirarte a Ti
7. Déjame ya Mujer
8. Una Docena de Besos
9. Besito de Coco
10. La Equivocada
11. Sale a Buscar
12. Guíllate